# Bíkáner
Bíkáner (hindsky बीकानेर, anglicky Bikaner) je město v Rádžasthánu, jednom z indických svazových států. K roku 2011 měl Bíkáner přes 644 tisíc obyvatel.

## Poloha
Bíkáner leží v severní části Thárské pouště ve výšce zhruba 225 metrů nad mořem. Od Džajpuru, hlavního města Rádžasthánu, je vzdálen přibližně 335 severozápadně, od Dillí, hlavního města celé Indie, přibližně 450 kilometrů západně.
Západní okolí města je zavlažováno z kanálu Indiry Gándhíové, který byl dokončen v roce 1987 a prochází severozápadní částí okresu.

## Dějiny
Město bylo založeno koncem v roce 1488 a zpočátku prosperovalo především jako oáza a obchodní středisko na významné karavanní obchodní stezce vedoucí ze střední Asie přes Thárskou poušť ke gudžarátskému pobřeží.
Město bylo pojmenováno podle svého zakladatele: Rao Bika (nejstarší syn Raa Džódhy, který založil Džódpur) zde založil i pevnost. Nejstarší dochovanou pevností ve městě je ale až pevnost Džunágarh, která je až ze šestnáctého století.
Zároveň se podle Raa Biky jmenoval i stát Bíkáner, který existoval v letech 1465 až 1949 (od roku 1818 jako jeden z knížecích států Britské Indie) a jehož hlavním městem bylo právě město Bíkáner.

## Galerie

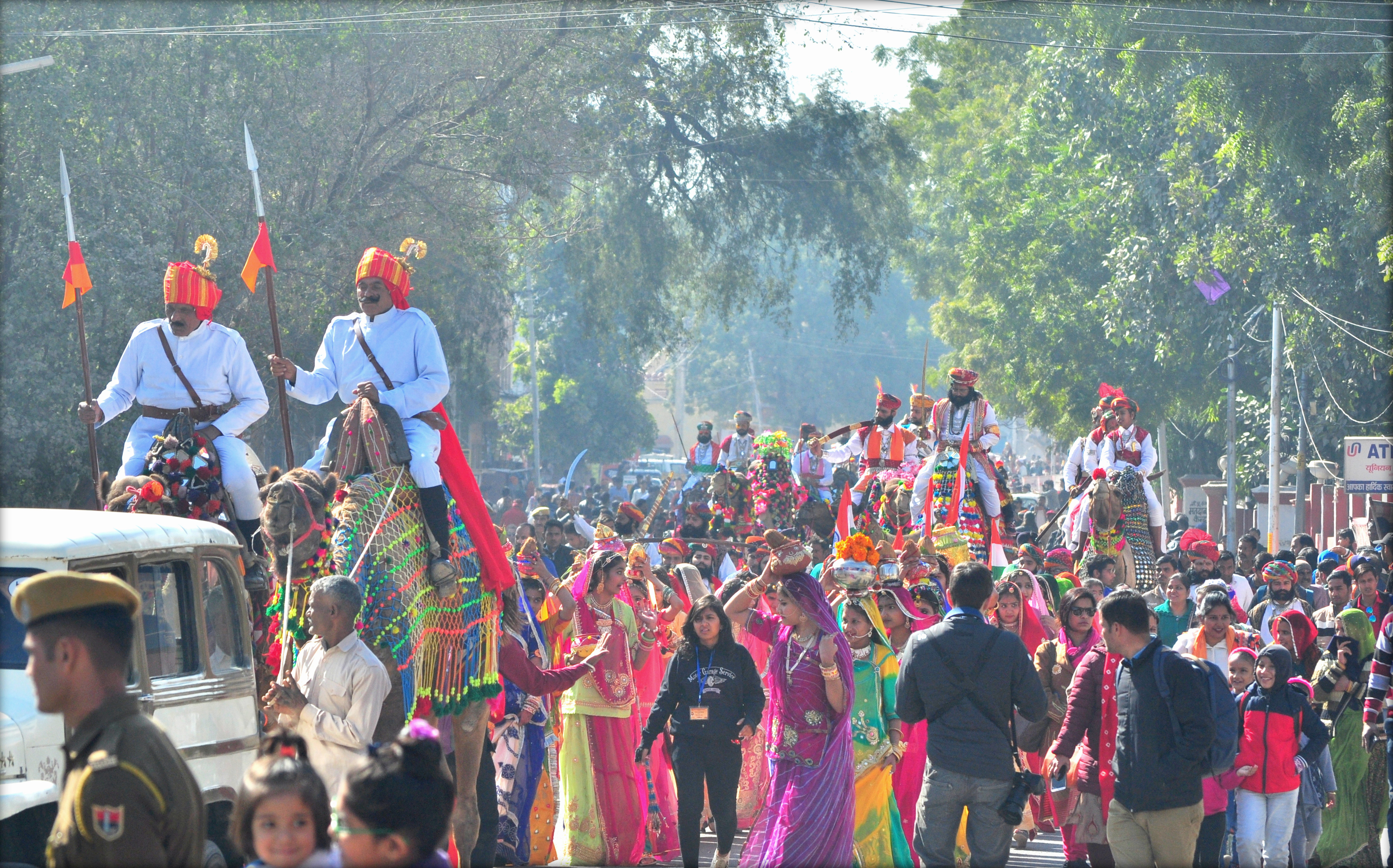
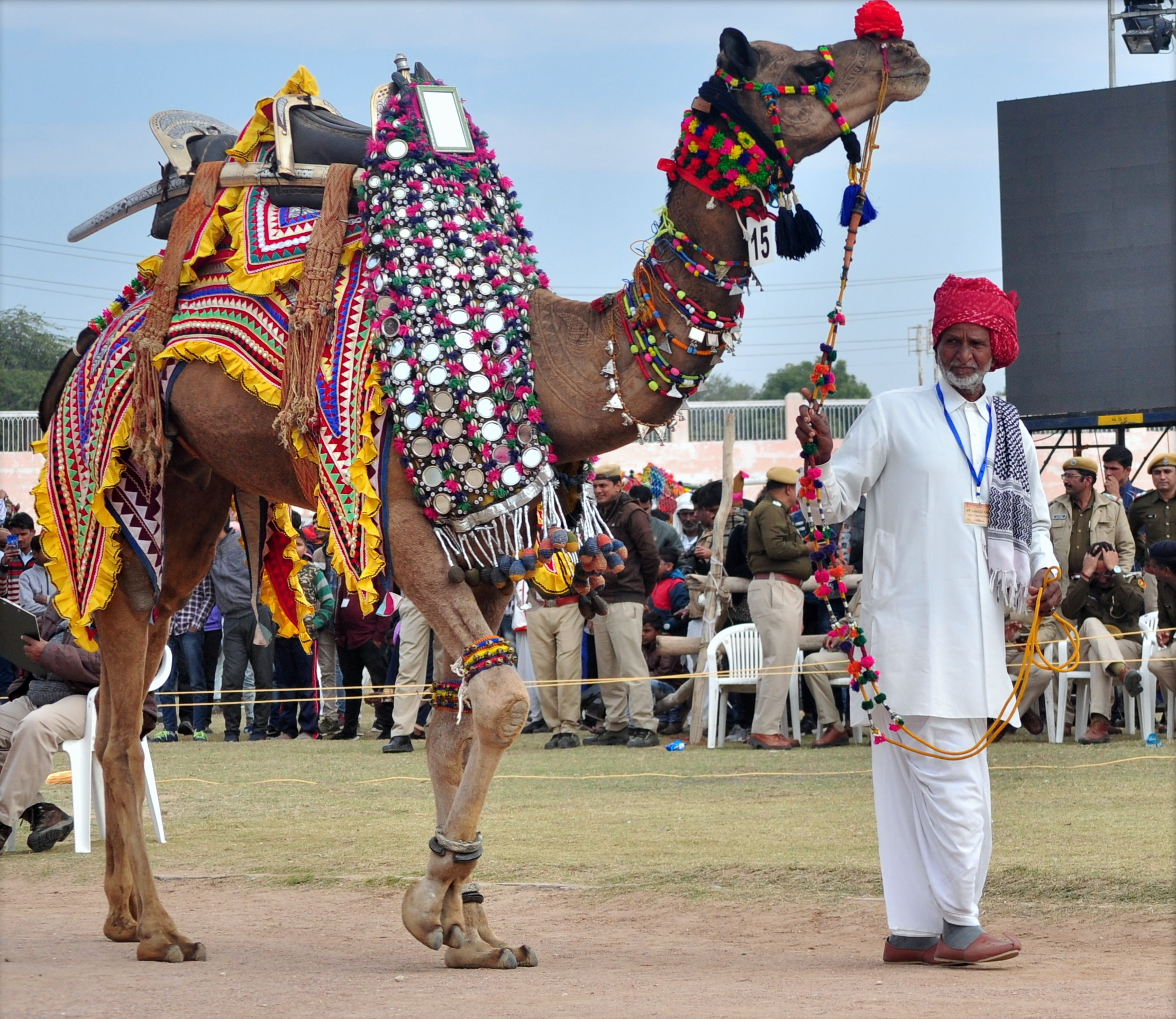
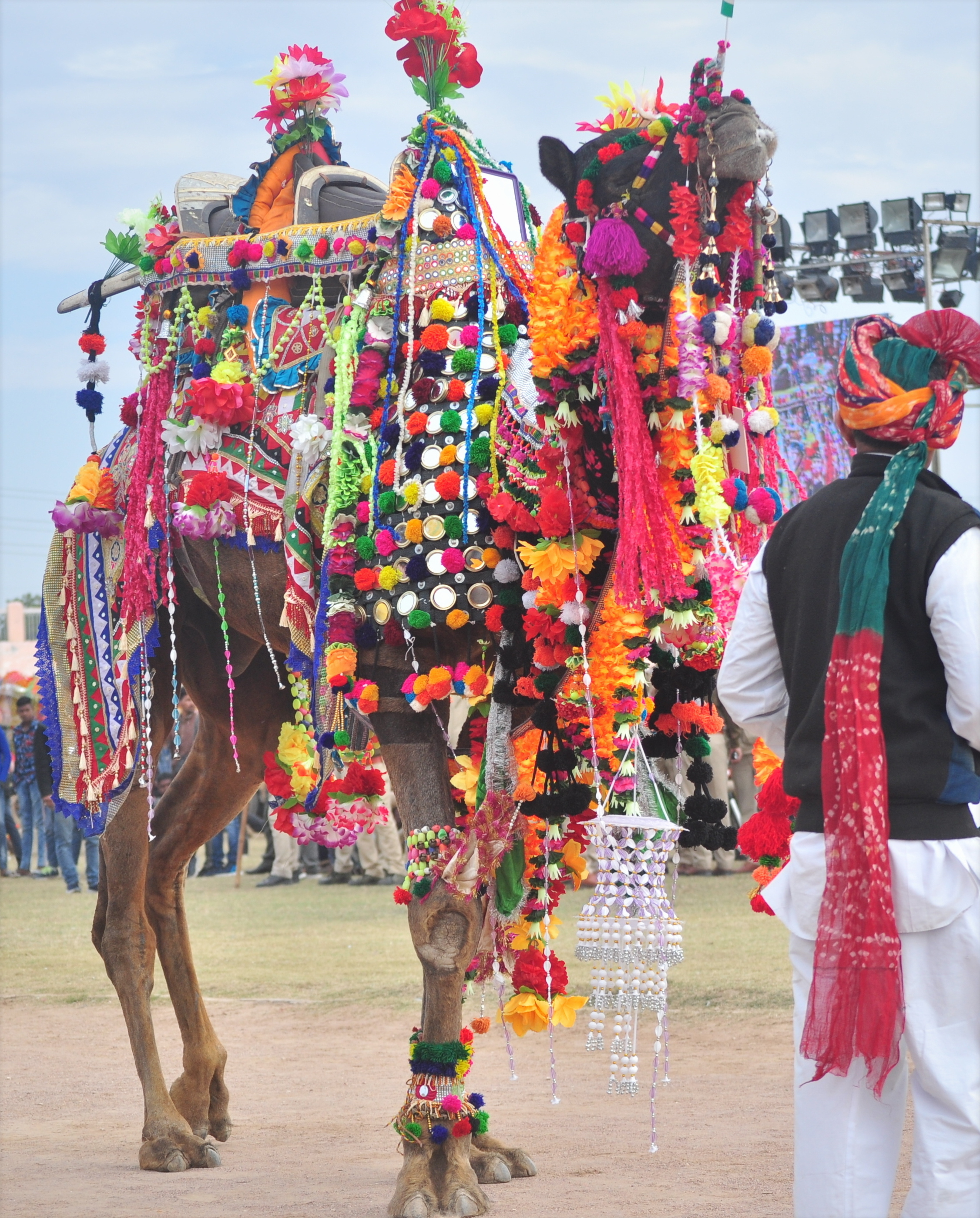
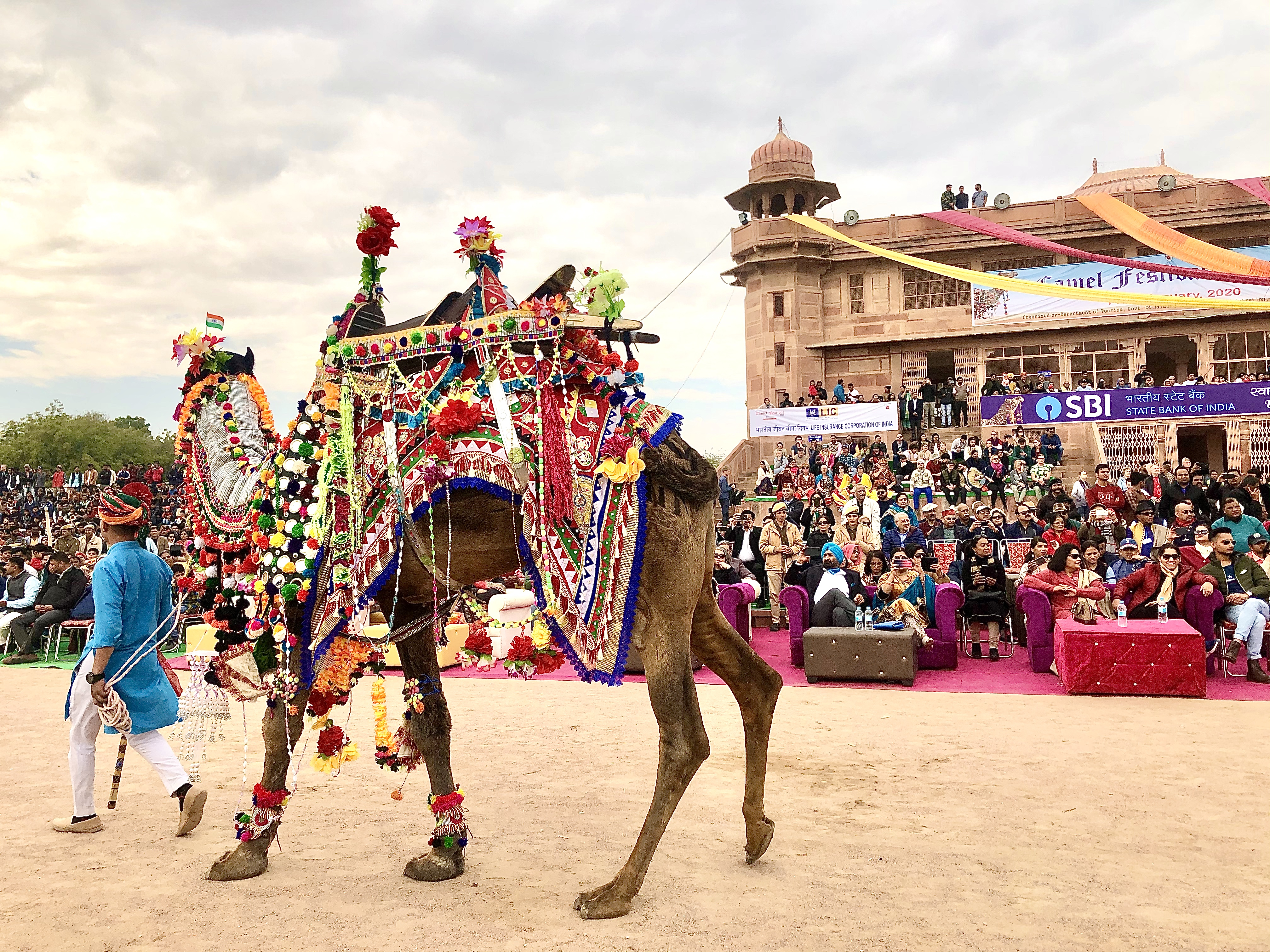
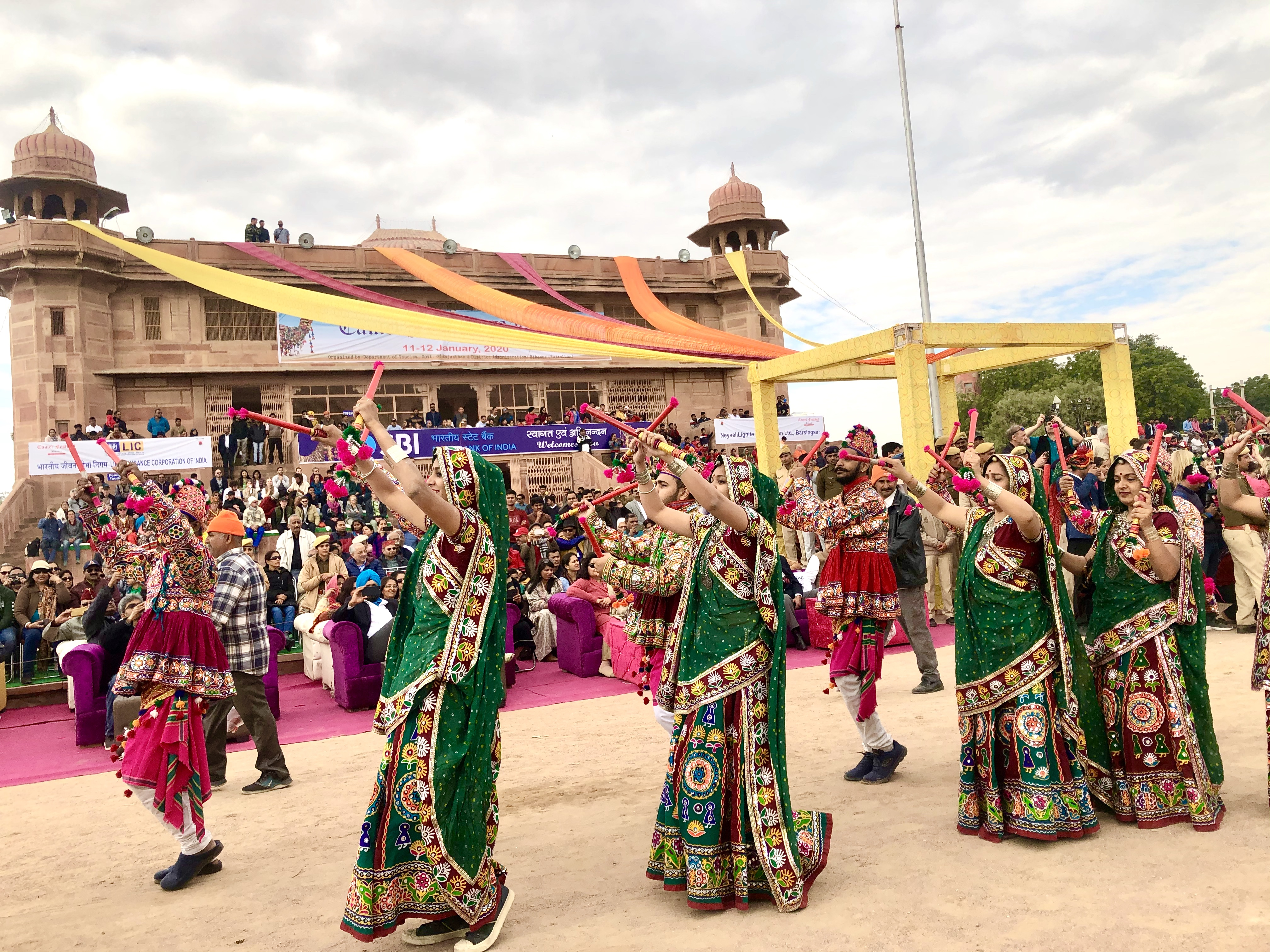
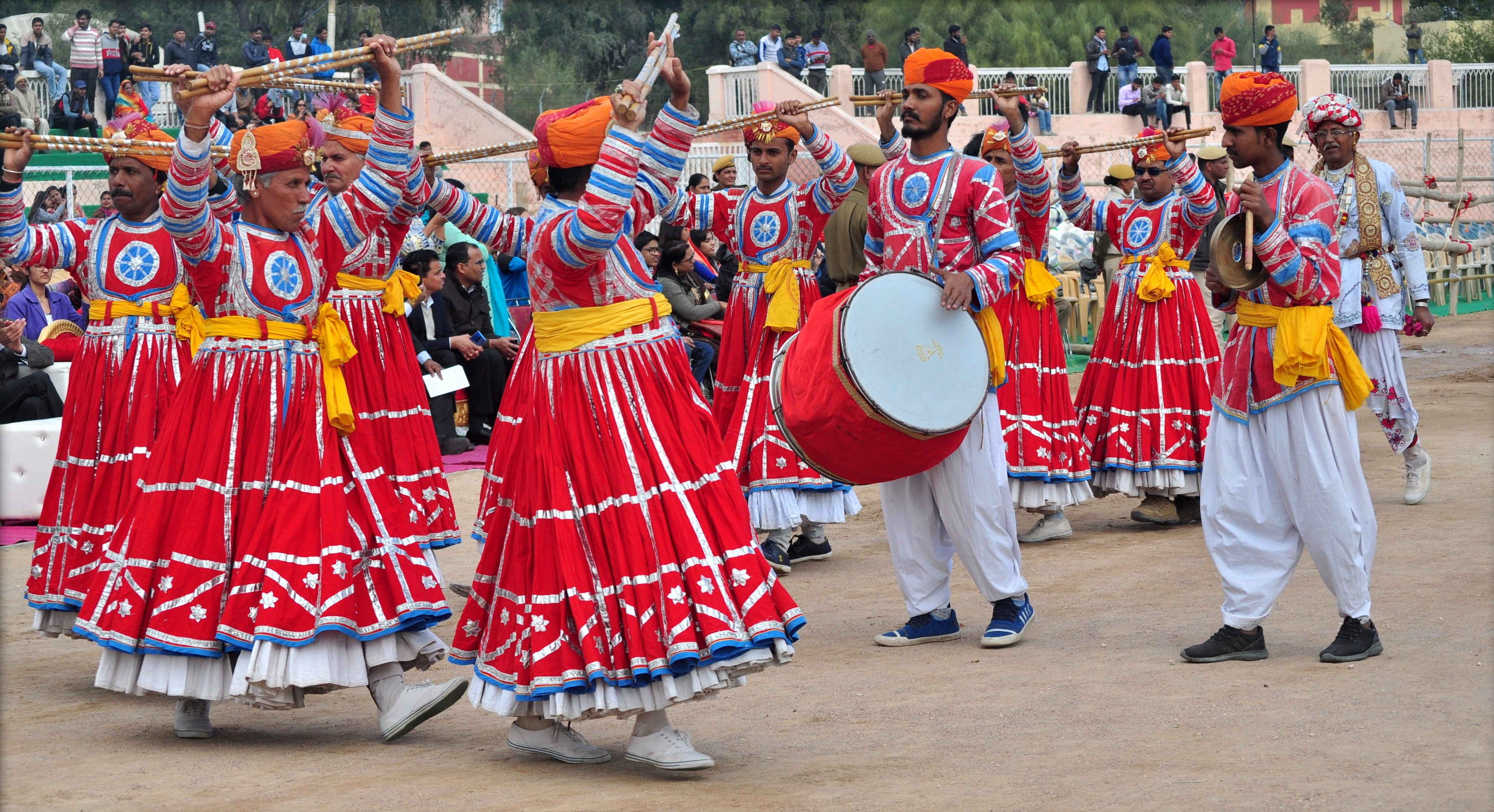